# Elvira Herzog
Elvira Johanna Herzog (Zúrich, 5 de marzo de 2000) es una futbolista suiza. Se desempeña como guardameta en el 1. FC Colonia y en la selección femenina de Suiza.

## Clubes
| Club          | País     | Año             |
| ------------- | -------- | --------------- |
| FC Zürich     | Suiza    | 2017 - 2019     |
| 1. FC Colonia | Alemania | 2019 - 2020     |
| SC Friburgo   | Alemania | 2020 - 2021     |
| 1. FC Colonia | Alemania | 2021 - presente |

## Carrera
Herzog debutó en el FC Zürich contra el Yverdon Féminin el 2 de diciembre de 2017. El 9 de julio de 2019, Herzog se mudó a Alemania para unirse al 1. FC Colonia. Después de que el 1. FC Colonia descendiera de la Bundesliga, se mudó al SC Friburgo para la temporada 2020/2021. Luego de que el 1. FC Colonia volviera a ascender a la Bundesliga, volvió a su antiguo club para la temporada 2021/2022.
Luego de once partidos con la Sub-17 y 16 partidos con la Sub-19 de Suiza, Herzog fue convocada por primera vez a la selección nacional el 4 de junio de 2019. Debutó en la selección de Suiza el 14 de junio de 2019 ante Serbia.